# Seiichi Kita
Seiichi Kita (喜多 誠 Kita Seiichi; Prefettura di Shiga, 20 dicembre 1886 – Chabarovsk, 7 agosto 1947) è stato un generale giapponese, durante la Seconda guerra mondiale comandante della 1ª armata regionale giapponese dal settembre del 1944 fino alla fine della guerra, morì da prigioniero in Unione Sovietica.

## Biografia
Kita Seiichi divenne un ufficiale di fanteria nel 1907 e fu attaché militare nel Regno Unito nel 1927. Servì in varie posizioni nello stato maggiore giapponese in Cina, fino al 9 marzo del 1940 quando divenne comandante della 14ª divisione dell'Esercito imperiale giapponese, situata nella Cina del Nord.
nei tardi anni' 30 fu nominato comandante dell'intelligence speciale giapponese operante nella Cina del Nord, dove ebbe il ruolo di gestire i contatti con i collaboratori cinesi locali. Come parte di questo, cercò di reclutare alcune figure come Cao Kun e Wu Peifu per guidare il regime collaborazionista nella regione. Fu infatti su suo suggerimento che fu istituito il Governo provvisorio della Cina nel dicembre del 1937.
il 15 ottobre del 1941 fu nominato comandante della 6ª armata situata ad Hailar fino al 1º marzo del 1943, quando prese il comando della 12ª armata. Nel febbraio del 1944, fu richiamato in Giappone e fu posto nello stato maggiore generale. Il 26 settembre 1944 divenne comandante della 1ª armata regionale, con cui combatté senza successo contro l'Armata Rossa, quando l'Unione Sovietica invase il Manciukuò alla fine della guerra. Insieme ad altri suoi soldati, divenne prigioniero di guerra in Siberia. Non fu mai rimpatriato ed è documentata la sua morte avvenuta tra il 1947 o il 1952 in un campo di lavoro forzato.